# انهيار السوق المالي

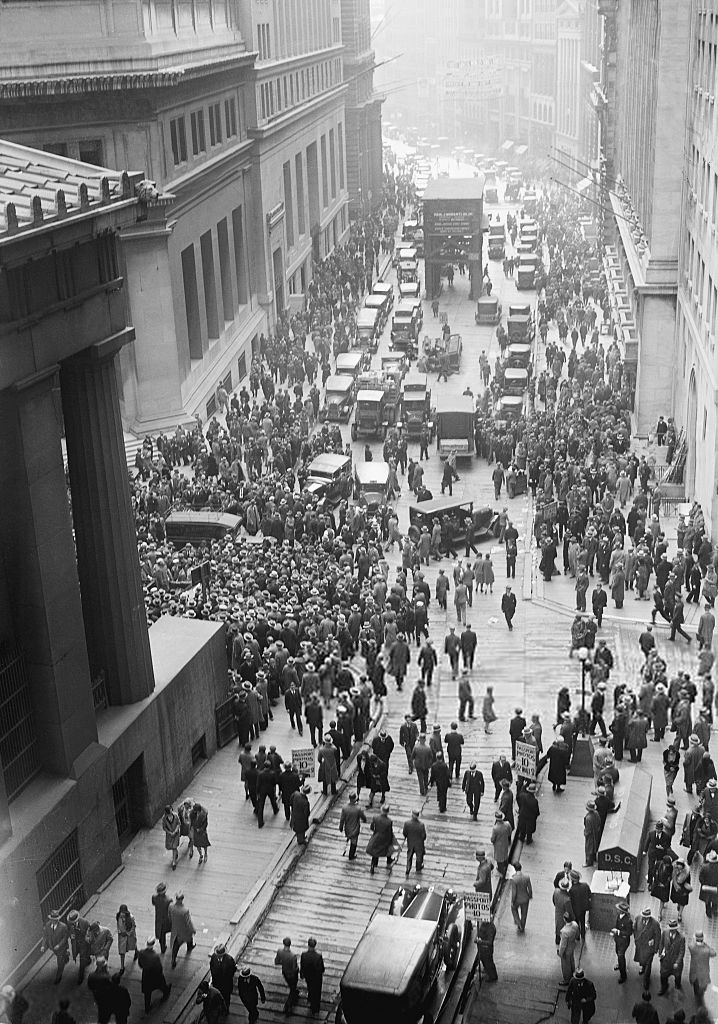

يتحرك مؤشر السوق المالي في شكل موجة تكون في محصلتها النهائية متصاعدة، لكنها تتعرض لانخفاضات متفاوتة المدة والشدة خلال الزمن. وتتحول عملية التداول في السوق المالي إلى ظاهرة اجتماعية في مراحل معنية، مما يعني ضخ سيولة إضافية في السوق، وارتفاع أسعار الأسهم فوق كل الحدود المنطقية، وتتحول بالتالي قضية المضاربة في السوق إلى الشغل الشاغل للناس، وأمام هذه الأرباح الخيالية التي يشعر البعض بأنها في متناول يديه، أو يكون البعض الآخر قد حققها في الواقع، يبادر الكثيرون إلى ضخ المزيد أيضاً من السيولة في السوق المالية، مما يزيد في تصاعد الأسعار إلى حدودها القصوى والنهائية، حين يتم ضخ كل السيولة المتاحة في السوق، وعند ذلك لا يبقى سوى وقت قليل لحدوث الانهيار ومعه تنهار أحلام الكثيرين.
تكون الشركات الكبيرة، وشركات التداول ذات الخبرة، في حالة تربص للانهيار بسبب خبرتها الطويلة، في هذا الأمر، وتبدأ في تسييل أسهمها وسحب سيولتها من الأسواق مع تزايد الأسعار فوق الحدود المعقولة، فتدخل الأسهم في مستويات سعرية عالية دون أن يكون لها دعم كاف في طلبات الشراء، وعادة ما تبدأ عملية الانهيار بعد عملية جني أرباح تظهر على إثرها في المخطط البياني قمة عالية وحادة، يتوقع الكثيرون أنها قمة عادية لن يبلث السعر أن يتجاوزها من جديد لكنهم يتفاجأون بعدم حصول ذلك، وبين تخوف البعض من الشراء وتخوف البعض الآخر من البيع بخسارة وتخوف الآخرين من الاحتفاظ بالأسهم، تنهار الأسعار بعد عدة محاولات متفائلة أو يائسة، ويحدث أن تسقط الأسهم بسرعة وفي غضون أيام قليلة، أو أن يستغرق الأمر مدة من الزمن.
وخلال ذلك تتحول الغالبية العظمى من المتداولين إلى لملمة خسائرهم ومغادرة السوق ولو بنسبة ضئيلة من رؤوس أموالهم، في حين خطف الرابحون أرباحهم في وقت مناسب.
لا يعتبر السوق المالي منتجاً للثروة كما هي التجارة، بل ساحة لبتادل الثروة فقط، إذ يحتمل ولو نظرياً أن تتمكن كل الشركات في أسواق التجارة العادية من تحقيق الأرباح أو عدم التعرض للخسائر على الأقل، لكن ذلك غير ممكن في الأسواق المالية حتى نظرياً، فكل ربح في السوق المالي لا بد من أن تقابله خسارة.